# Aloe spinulosa
Aloe spinulosa é uma espécie de liliopsida do gênero Aloe, pertencente à família Asphodelaceae.